# Lista desplegable
En una interfaz gráfica de usuario, lista desplegable (en inglés: drop-down list) es un widget que permite al usuario seleccionar una o más opciones. Las hay de dos tipos: las que aparecen con el fin de seleccionar sólo una opción, y las que permiten seleccionar varias opciones y muestran al menos dos. Este widget es normalmente utilizado para sitios web y programas.
En ciertas interfaces de usuario (incluyendo Windows, antes de la interfaz Aero de Vista), una lista desplegable que muestra una sola opción tiene la misma apariencia que un cuadro combinado (o combo-box en inglés). Bajo otras, como GNOME y Mac OS X, los dos tipos se diferencian fácilmente.

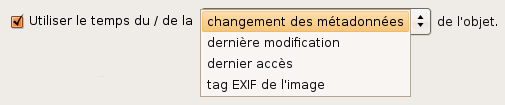
Lista desplegable del género selección única bajo GNOME